# Anita Simoncini

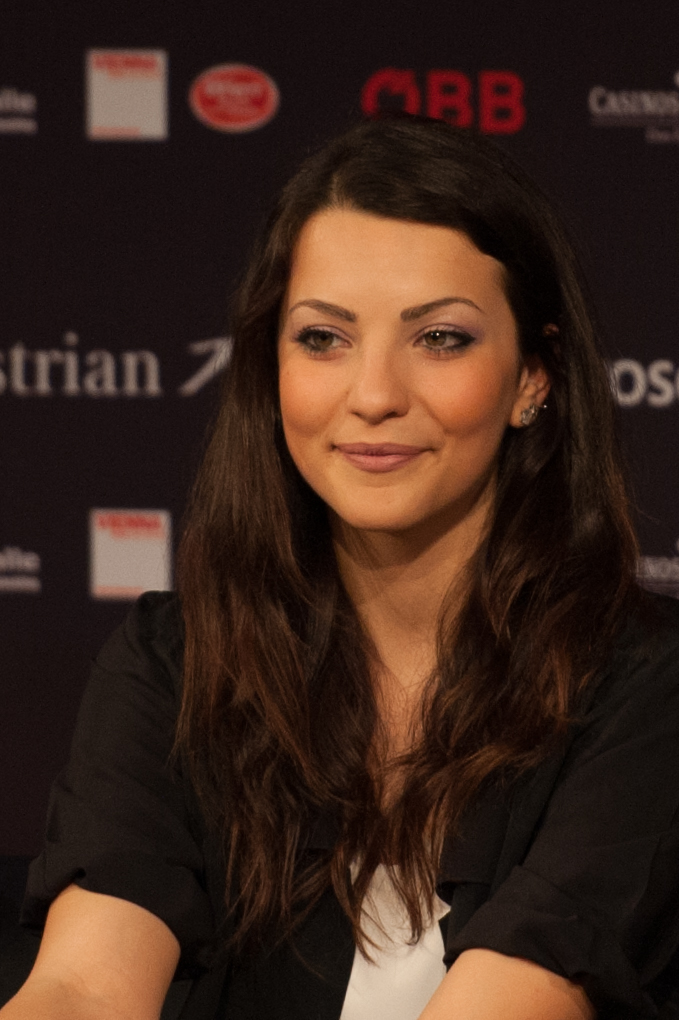
Anita Simoncini beim Eurovision Song Contest 2015

Anita Simoncini (* 14. April 1999 in Montegiardino) ist eine san-marinesische Sängerin. Sie vertrat San Marino als Teil der Gruppe The Peppermints beim Junior Eurovision Song Contest 2014 und zusammen mit dem italienischen Sänger Michele Perniola beim Eurovision Song Contest 2015.

## Leben
Anita Simoncini wurde am 14. April 1999 in Montegiardino, einer Gemeinde San Marinos, geboren. Sie lernte das Singen in einem von Fausto Giacomini geleiteten Chor, heute bekommt sie Gesangsunterricht von Linda Hermes.
2014 nahm die Sängerin als Teil der Gesangsgruppe The Peppermints für ihr Heimatland am Junior Eurovision Song Contest auf Malta teil. Die Band bekam mit dem Lied Breaking My Heart 21 Punkte und erreichte den fünfzehnten Platz. Am 27. November 2014 wurde auf einer Pressekonferenz des san-marinesischen TV-Senders San Marino RTV angekündigt, dass Simoncini zusammen mit dem italienischen Sänger Michele Perniola, der ebenfalls San Marino einmal beim Junior Eurovision Song Contest vertreten hat, San Marino beim Eurovision Song Contest 2015 vertreten wird. Sie sangen zusammen das von Ralph Siegel komponierte Lied Chain of Light. Sie waren zu diesem Zeitpunkt das jüngste Duo, das je beim Eurovision Song Contest aufgetreten ist. Nach der Teilnahme am zweiten Halbfinale konnte sich das Duo allerdings nicht für das Finale qualifizieren.

## Diskografie
Singles
- 2014: Breaking My Heart (als Teil der Gruppe The Peppermints)
- 2015: Chain of light (zusammen mit Michele Perniola)